# ایرستارز
ایرستارز (روسی: ООО «Авиакомпания «Аэростарз») شرکت هواپیمایی روس است، که در سال ۲۰۰۰ تأسیس شد.